# Rio Segre
O rio Segre é um afluente do rio Ebro. Nasce nos Pirenéus, no lado norte do Pico do Segre, no município catalão de Llo, Alta Cerdaña, na França. Gira ao oeste formando o Vale da Cerdaña e entrando na Catalunha espanhola. Passa por Llivia, La Seu d'Urgell, Ponts, Balaguer e Lérida antes de unir-se ao rio Ebro em Mequinenza, em Aragão. 
Entre os vários afluentes estão os rios Valira, Valltoba, o rio de Llosa, o Quer, e, principalmente, o rio Noguera Pallaresa, o rio Noguera Ribargorzana e o rio Cinca.
Na altura da cidade de Ponts, se realizam campeonatos de canoagem. 